# Paxton concilians
Paxton concilians is een straalvinnige vissensoort uit de familie van kardinaalbaarzen (Apogonidae). De wetenschappelijke naam van de soort is voor het eerst geldig gepubliceerd in 1999 door Baldwin & Johnson.
De soort staat op de Rode Lijst van de IUCN als Onzeker, beoordelingsjaar 2009.